# Хватцев, Михаил Ефимович
Хватцев, Михаил Ефимович (28 декабря 1883 — 11 января 1977) — советский педагог.

## Биография
М. Е. Хватцев родился в 1883 году в местечке Дотнуво (ныне Кедайнский район, Литва) в семье железнодорожника. После окончания сельской школы поступил в учительскую семинарию, которую заканчивает первым учеником. В 1903 г. назначается учителем одного из начальных училищ. В 1908 году оканчивает Петербургский учительский институт. Затем трёхгодичные педагогические курсы выразительного чтения. В 1918 году заканчивает историко-филологический факультет Петроградского университета. Работает методистом и инструктором в сети народного образования. С 1926 года начинает работать логопедом в школе для умственно отсталых детей. В 1935 году поступает на работу в Ленинградский государственный педагогический институт им. А. И. Герцена. В этом университете М. Е. Хватцев ведёт активную научную и организаторскую работу. Многие годы заведует кафедрой сурдопедагогики и логопедии. В годы Великой Отечественной войны работает консультантом в военных госпиталях и в школе для глухих в г. Уфе. М. Е. Хватцев возрождал систему коррекционной помощи детям с нарушениями речи в Ленинграде. В 1949 году по его инициативе в Ленинграде были открыты первые логопедические пункты в общеобразовательных школах. Хватцевым было создано методическое объединение учителей-логопедов, которым он руководил много лет. В 50-х гг. логопедических пунктов было не более шести на весь Ленинград. Благодаря целенаправленной работе М. Е. Хватцева и его единомышленников в 80-х гг. уже в каждом районе было открыто более 10-и школьных логопедических пунктов. В 1964 г. защищает диссертацию на степень доктора педагогических наук в форме учебного пособия: «Хватцев М. Е. Логопедия. Пособие для студентов педагогических институтов и учителей специальных школ». Умирает в Ленинграде в 1977 г.

## Вклад в развитие отечественнойлогопедииисурдопедагогики
М. Е. Хватцев впервые все причины речевых нарушений разделил на внешние и внутренние, особо подчёркивая их тесное взаимодействие. Он также выделил органические (анатомо-физиологические, морфологические), функциональные (психогенные), социально-психологические и психоневрологические причины. К органическим причинам были отнесены недоразвитие и поражение мозга, во внутриутробном периоде, в момент родов или после рождения, а также различные органические нарушения периферических органов речи. М. Е. Хватцевым были выделены органические центральные (поражения мозга) и органические периферические причины (поражения органов слуха, расщепления нёба и другие морфологические изменения речевого аппарата). Функциональные причины М. Е. Хватцев объяснил учением И.П.Павлова о нарушениях соотношения процессов возбуждения и торможения в центральной нервной системе. Он подчёркивал взаимодействие органических и функциональных, центральных и периферических причин. К психоневрологическим причинам он относил умственную отсталость, нарушения памяти, внимания и другие расстройства психических функций. Важную роль М. Е. Хватцев отводил социально-психологическим причинам, понимая под ними различные неблагоприятные влияния окружающей среды. М. Е. Хватцевым впервые было обосновано понимание причин возникновения речевых нарушений на основе диалектического подхода к оценке причинно-следственных связей в патологии речи. М. Е. Хватцев разрабатывал классификацию речевых нарушений. Много сделал для создания системы коррекции нарушений звукопроизношения.
Создал целый ряд фундаментальных работ в области логопедии. Автор более 70-ти работ по логопедии и сурдопедагогике. Создатель фильма «Артикуляции звуков русского языка» предназначенного для обучения глухих детей произношению. На основе своих исследований обобщения трудов отечественных и зарубежных исследователей пишет учебник «Логопедия. Пособие для студентов педагогических институтов и учителей специальных школ». Эта книга стала первым в России научно обоснованным учебником по логопедии и классической работой в области отечественной логопедии. Названный учебник выдержал много изданий и до сих пор популярен среди логопедов России. Делая выводы о деятельности М. Е. Хватцева можно отметить, что он был одним из первых разработчиков теоретических основ логопедии, создателем системы преодоления нарушений звукопроизношения, автором первого учебника по логопедии, организатором обучения логопедов в СССР. Перечисленное позволяет назвать его основоположником отечественной логопедии.

## Труды
- Хватцев М.Е. Логопедия: уч. для пед. институтов  . – М, 1937.